# اکریسون سوریناموم
اکریسون سوریناموم یک گونه سوسک از خانوادهٔ سوسک‌های شاخک‌دراز و از زیرخانوادهٔ شاخک‌درازیان است. کارل لینه در ویرایش دوازدهم سامانهٔ طبیعت در سال ۱۷۶۷ این گونه را توصیف و بررسی کرده‌است. این گونه در جنوب غربی ایالات متحده، آرژانتین، باخا کالیفرنیا و هند غربی یافت شده‌است.